# Stop-Motion
Stop-Motion ist eine Filmtechnik, bei der eine Illusion von Bewegung erzeugt wird, indem einzelne Bilder (Frames) von unbewegten Motiven aufgenommen und anschließend aneinandergereiht werden. Um diese Illusion zu erzeugen, bewegt man das Motiv bei jedem Frame ein kleines Stück. Diese Filmtechnik kommt bei Trickfilmen, aber auch als Spezialeffekt bei Realfilmen zum Einsatz. Ausgangspunkt ist dabei der Stopptrick.

## Geschichte
Bei der Stop-Motion-Technik werden Objekte animiert, indem sie für jedes einzelne Bild des Films immer nur geringfügig verändert werden. Stop-Motion-Filme wirken um so flüssiger, je mehr Bilder pro Zeitspanne aneinander gereiht werden. Diese Technik war schon Ende des 19. Jahrhunderts bekannt und wurde durch Georges Méliès ab 1896 erstmals angewandt. Mit dem Aufkommen des Zeichentrick- und des Puppentrickfilms um 1910 entstanden die ersten Filmgenres, die ausschließlich auf dieser Technik beruhen.
Stop-Motion wurde im Laufe der Jahre zunehmend perfektioniert und unter anderem vom Pionier Willis O’Brien etwa in The Dinosaur and the Missing Link (1914) und The Lost World (Die verlorene Welt von Harry Hoyt, 1925, mit Trickfiguren von Marcel Delgado) und King Kong und die weiße Frau (1933) angewandt. Vor allem Ray Harryhausen entwickelte und verfeinerte ab den 1950er Jahren die Technik. Filme wie Sindbads siebente Reise oder Jason und die Argonauten sind Klassiker des Fantasy-Genres.
Noch bis in die 1980er Jahre wurde Stop-Motion in einigen bekannten Filmen wie Terminator, Star Wars Episode IV bis VI oder Kampf der Titanen eingesetzt.
Im Spielfilmbereich ersetzen heute meist Computeranimationen den Einsatz von Stop-Motion in den üblichen Einsatzbereichen, etwa zur Darstellung von Ungeheuern, Dinosauriern oder UFOs. Die Technik wird gelegentlich dennoch verwendet, um einen bewusst nostalgischen Effekt zu erzielen (z. B. in The Science of Sleep, 2006, oder The Life Aquatic with Steve Zissou, 2004). Des Weiteren findet Stop-Motion auch regelmäßig Anwendung in Musikvideos, etwa bei der Band Tool.
Obwohl Stop-Motion-Filme und das damit verbundene handwerkliche Können regelmäßig in den Feuilletons als willkommenes Gegengewicht zur heutigen Flut der Computeranimationen gelobt werden, ist bei modernen Produktionen der massive Einsatz von Computern unverzichtbar. Zum einen werden entsprechende Computeranimationen vorgefertigt und bei der Einrichtung der eigentlichen Filmaufnahmen über das Kamerasignal geblendet. Damit kann eine Pose-To-Pose genannte Technik verwendet werden, die bei traditionellen Stop-Motion-Verfahren praktisch nicht einsetzbar war – also das Modellieren von Extrempositionen, während die Zwischenposen entweder nachträglich oder automatisch durch den Computer eingefügt werden. Dadurch sind flüssigere Bewegungsabläufe möglich, und das Timing der Körpersprache lässt sich mit dieser Methode präziser modellieren. Ferner können Figuren der Szene entnommen werden, beispielsweise um für eine animierte Mimik mehrere Gesichtsvarianten gegeneinander auszutauschen. Das passgenaue Wiedereinfügen solcher Figuren in die Szene ist erst mit der Verfügbarkeit entsprechender digitaler Positionierhilfen möglich geworden. Zum anderen sind bestimmte Effekte wie Regen, Feuer, Luftsprünge u. Ä. ohne Compositing mehrerer Bildquellen nur schwer realisierbar.
Preisgünstige digitale Kameras und Computer erlauben heute auch das Erstellen von Stop-Motion-Filmen als Hobby. Die preisgünstige Technik hat eine Fangemeinde geschaffen, weil man mit einfachen Mitteln Geschichten erzählen und Kreativität einbringen kann. Das Internet ist eine geeignete Plattform, um die Filme einem größeren Publikum vorzuführen. Nicht selten bedienen sich auch Schulprojekte im Bereich Kunst oder Medien der Stop-Motion-Technik. Als Material werden im Hobbybereich häufig Knetmasse (siehe Knetanimation, auch Claymation genannt) und Lego eingesetzt (siehe Brickfilm).

## Formen und Beispiele
- Cut-Out-Animation: Ausgeschnittene Objekte, meist aus Papier, Pappe oder Stoff, werden für die Einzelbilder verschoben.
Beispiele: Émile Cohls En Route von 1910,[4] die Werke Juri Norsteins und die Animationen von Terry Gilliam in den Monty-Python-Werken.
Anm.: Heutzutage wird dieser Stil auch mit Computern imitiert wie bei South Park.
- Silhouettenanimation (verwandt mit der Cut-Out-Animation): Die ausgeschnittenen Objekte werden von hinten beleuchtet, so dass nur deren Silhouetten zu erkennen sind.
Beispiel: Lotte Reinigers Die Abenteuer des Prinzen Achmed von 1926.
- Collagefilm (auch Objekttrick genannt): Hier werden beliebige Materialien unter der Kamera zu bewegten Bildern zusammengesetzt.
Beispiele: die Filme Jan Švankmajers.
- Brickfilm: Sämtliche Figuren und Kulissen werden aus Legosteinen zusammengesetzt.
Beispiel: Die Helden von Bern
- Pixilation: Schauspieler werden genauso einzelbildweise abgefilmt wie Objekte.
Beispiel: Norman McLarens A Chairy Tale.
- Knetanimation: Die Figuren bestehen aus Knetgummi oder Ton, in neuerer Zeit teilweise auch mit auswechselbaren Plastikteilen (z. B. für Mundbewegungen).
Beispiele: Nick Parks Chicken Run – Hennen rennen, Pingu oder Shaun das Schaf
- Puppentrickfilm: Hier werden Puppen innerhalb eines Bühnenbildes von Bild zu Bild in kleinen Schritten verändert, damit sie sich im fertigen Film flüssig bewegen. Üblicherweise besitzen die Puppen ein Skelett mit schwergängigen Gelenken, damit sie die Pose, in die der Animator sie biegt, auch beibehalten.
Beispiele: Das Sandmännchen oder Tim Burtons The Nightmare Before Christmas (1993).
Nicht zu diesem Genre gehören Marionetten- und Handpuppenfilme (wie die Muppet Show), da diese und ihre Bewegungen in Echtzeit abgefilmt werden.
- 3D-Stop-Motion: Bisher gibt es drei Filme, die diese Technik genutzt haben: Coraline aus dem Jahre 2009, ParaNorman von 2012 und Kubo von 2016.

Weitere Beispiele:
Bekannte Stop-Motion-Filme sind beispielsweise Tim Burtons Corpse Bride – Hochzeit mit einer Leiche (2005), die Kurzfilme von Aardman Animations um Wallace & Gromit, Shaun das Schaf sowie Suzie Templetons Peter und der Wolf (2006). Jüngere Filme, die in dieser Technik hergestellt werden, sind zum Beispiel Coraline von Henry Selick oder Der fantastische Mr. Fox und Isle of Dogs – Ataris Reise von Wes Anderson. Weniger bekannt sind The Secret Adventures of Tom Thumb (1993) und die grotesken Experimentalfilme des Tschechen Jan Švankmajer. Mehrere deutsche Kurzfilme in Stop-Motion sind seit Mitte der 1990er Jahre zu Ruhm gelangt: die mit dem Oscar prämierten Quest (1996) und Balance (1989) sowie der nominierte Das Rad (2003).